# Synchiropus randalli
Synchiropus randalli es una especie de peces de la familia Callionymidae en el orden de los Perciformes.

## Morfología
• Los machos pueden llegar alcanzar los 2,3 cm de longitud total.

## Hábitat
Es un pez de mar y de clima tropical y demersal que vive hasta los 12 m  de profundidad.

## Distribución geográfica
Se encuentra en Chile, incluyendo la Isla de Pascua.

## Observaciones
Es inofensivo para los humanos